# Fiodor Wołkow
Fiodor Andriejewicz Wołkow (ros. Фёдор Андреевич Волков, ur. 5 lutego?/17 lutego 1898 we wsi Koskołowo w guberni sankt-petersburskiej, zm. 23 grudnia 1954 w Moskwie) – radziecki generał porucznik, Bohater Związku Radzieckiego (1945).

## Życiorys
Po ukończeniu 6 klas szkoły pracował w kuźni, od marca 1916 służył w rosyjskiej armii, uczestniczył w I wojnie światowej na Froncie Rumuńskim, za odwagę był trzykrotnie odznaczany. Po demobilizacji w marcu 1918 został instruktorem w oddziale Czerwonej Gwardii w Jamburgu (obecnie Kingisepp), w czerwcu 1918 wstąpił do Armii Czerwonej, brał udział w wojnie domowej - walkach na Froncie Zachodnim z armią Judenicza. W maju 1919 dostał się do niewoli, ale zbiegł, w sierpniu 1919 został dowódcą plutonu, od 1919 należał do RKP(b), walczył w wojnie z Polską i uczestniczył w walkach z antykomunistycznymi oddziałami na Białorusi. W maju 1923 został dowódcą kompanii, w 1938 ukończył Akademię Wojskowo-Polityczną im. Tołmaczowa i został skierowany do pracy w szkole wojskowej w Połtawie, od maja 1930 do kwietnia 1932 był dowódcą i komisarzem pułku piechoty w mieście Miedyń (obecnie w obwodzie kałuskim), później był dowódcą i komisarzem pułku piechoty na Dalekim Wschodzie, a od lipca 1937 do grudnia 1939 dowódcą brygady na Dalekim Wschodzie. W grudniu 1939 został zwolniony z Armii Czerwonej, pracował jako wykładowca katedry wojskowej Kalinińskiego Państwowego Instytutu Pedagogicznego, w sierpniu 1941 ponownie powołany do służby, służył w Moskiewskim Okręgu Wojskowym, od października 1941 walczył na Froncie Północno-Zachodnim jako dowódca pułku, a od stycznia 1942 dowódca 145 Dywizji Piechoty 4 Armii Uderzeniowej i 43 Armii Frontu Północno-Zachodniego/Kalinińskiego/Zachodniego (3 maja 1942 otrzymał stopień generała majora), od 21 sierpnia 1943 do końca wojny dowodził 91 Korpusem Piechoty w składzie 43 Armii Frontu Kalinińskiego/1 Nadbałtyckiego, później w składzie 69 Armii 1 Frontu Białoruskiego. Brał udział w operacji brzesko-lubelskiej, w której jego korpus przełamał niemiecką obronę na Bugu i Wieprzu, zajął Chełm i 31 lipca 1944 sforsował Wisłę na południe od Puław, 2 listopada 1944 mianowano go generałem porucznikiem. W 1945 brał udział w operacji wiślańsko-odrzańskiej i berlińskiej, w końcu wraz z korpusem dotarł do Łaby, gdzie 5 maja 1945 spotkał się z amerykańskimi żołnierzami. Po wojnie był zastępcą dowódcy 3 Armii Uderzeniowej w Grupie Wojsk Radzieckich w Niemczech, po powrocie do ZSRR (1948) ukończył Wyższe Kursy Akademickie przy Wyższej Akademii Wojskowej i w maju 1949 został jej starszym wykładowcą. Został pochowany na Cmentarzu Nowodziewiczym.

## Ordery i odznaczenia
- Złota Gwiazda Bohatera Związku Radzieckiego (6 kwietnia 1945)
- Order Lenina (dwukrotnie - 21 lutego 1945 i 6 kwietnia 1945)
- Order Czerwonego Sztandaru (czterokrotnie, m.in. 1920 i 1921)
- Order Suworowa I klasy (dwukrotnie - 23 sierpnia 1944 i 29 maja 1945)
- Order Kutuzowa II klasy (22 września 1943)
- Medal „Za obronę Moskwy”
- Medal „Za zdobycie Berlina”
- Krzyż Zasługi Wojskowego Orderu Świętego Jerzego
- Order Krzyża Grunwaldu (Polska Ludowa)

I medale.